# Heteroconis allisoni
Heteroconis allisoni är en insektsart som beskrevs av Tim R. New 1988. Heteroconis allisoni ingår i släktet Heteroconis och familjen vaxsländor. Inga underarter finns listade i Catalogue of Life.